# Saint-Florent-des-Bois
Pour les articles homonymes, voir Saint-Florent.
Saint-Florent-des-Bois est une ancienne commune française située dans le département de la Vendée, en région Pays-de-la-Loire.
Avec Chaillé-sous-les-Ormeaux, elle devient une commune déléguée de Rives-de-l'Yon au 1er janvier 2016.

## Géographie
Le territoire municipal de Saint-Florent-des-Bois s'étend sur 3 696 hectares. L'altitude moyenne de la commune est de 62 mètres, avec des niveaux fluctuant entre 18 et 83 mètres,.
Commune située au centre de la Vendée, dans la périphérie de La Roche-sur-Yon.

### Communes voisines
| La Roche-sur-Yon         | La Chaize-le-Vicomte   | Thorigny        |
| Nesmy                    | Saint-Florent-des-Bois |                 |
| Chaillé-sous-les-Ormeaux | Le Tablier             | Château-Guibert |

### Accès et transports
- Bus :
  - la commune est desservie par le service Impulsyon
- Train :
  - à 14 km, gare de la Roche-sur-Yon (TGV depuis le 14 décembre 2008)
  - à 19 km, gare de Luçon
- Routes :
  - à 8 km, A87 (Angers ↔ la Roche-sur-Yon), accès par la D 746
  - à 15 km, A83 (Nantes ↔ Niort), accès par la D 36
- Transports aériens :
  - à 22 km, aérodrome de La Roche-sur-Yon - Les Ajoncs
  - à 63 km, aéroport de la Rochelle-Laleu
  - à 90 km, aéroport de Nantes Atlantique

## Toponymie
Pendant la Révolution française, la commune s'est appelée Bois-Milon.
Les habitants de Saint-Florent-des-Bois s’appellent les Saint-Florentais.

## Politique et administration

### Liste des maires
| Période                                  | Période                | Identité                    | Étiquette    | Qualité |
| ---------------------------------------- | ---------------------- | --------------------------- | ------------ | --- |
| 1864                                     | 1918                   | Auguste Maynard de la Claye |              | |
| 1918                                     | septembre 1951 (décès) | Eugène Birotheau            |              | Médecin |
| 1951                                     | décembre 1961 (décès)  | Gildas Chateigner           |              | Pharmacien |
| 1962                                     | mars 1971              | Eugène Guillet              |              | |
| mars 1971                                | mars 1977              | Camille Rayneau             | SE           | |
| mars 1977                                | mars 2008              | Dominique Caillaud          | UDF puis UMP | Gérant de société Député de la Vendée (2e circ.) (1997 → 2012) Conseiller général de La Roche-sur-Yon-Sud (1988 → 2001) Président de la CC du Pays-Yonnais (1995 → 1998) |
| mars 2008                                | décembre 2015          | Jean-Louis Batiot,          | DVD          | Responsable de formation à la chambre de commerce |
| Les données manquantes sont à compléter. |                        |                             |              | |

### Liste des maires délégués
| Période         | Période     | Identité          | Étiquette | Qualité                                           |
| --------------- | ----------- | ----------------- | --------- | ------------------------------------------------- |
| 13 janvier 2016 | 28 mai 2020 | Jean-Louis Batiot | DVD       | Responsable de formation à la chambre de commerce |
| 28 mai 2020     | En cours    | Éric Canteneur    | SE        | Conseiller d'un réseau de coopératives agricoles  |

### Élections
- Présidentielles (2e tour) :
  - 2017 : Emmanuel Macron : 1 123 voix (72,73 %) Marine Le Pen : 421 voix (27,27 %)
  - 2012 : Nicolas Sarkozy : 883 voix (51,64 %) François Hollande : 827 voix (48,36 %)
  - 2007 : Nicolas Sarkozy : 856 voix (50,86 %) Ségolène Royal : 828 voix (49,17 %)
  - 2002 : Jacques Chirac : 1 381 voix (91,46 %) Jean-Marie Le Pen : 146 voix (9,56 %)
  - 1995 : Jacques Chirac : 820 voix (57,75 %) Lionel Jospin : 600 voix (42,25 %)

- Législatives (2e tour) :
  - 2017 : Patricia Gallerneau : 718 voix (57,39 %) Béatrice Bellamy : 533 voix (42,61 %)
  - 2012 : Sylviane Bulteau : 721 voix (58,52 %) Dominique Caillaud : 511 voix (41,48 %)
  - 2007 : Dominique Caillaud : 593 voix (50,04 %) Sylviane Bulteau : 592 voix (49,96 %)
  - 2002 : Dominique Caillaud : 738 voix (62,23 %) Sylviane Bulteau : 448 voix (37,77 %)
  - 1997 : Dominique Caillaud : 726 voix (58,79 %) Josiane Migeon : 509 voix (41,21 %)

- Régionales (2e tour) :
  - 2015 : liste Bruno Retailleau : 619 voix (51,67 %) liste Christophe Clergeau : 394 voix (32,89 %) liste Pascal Gannat : 185 voix (15,44 %)
  - 2010 : liste Jacques Auxiette : 618 voix (59,03 %) liste Christophe Bechu : 429 voix (40,97 %)
  - 2004 : liste Jacques Auxiette : 623 voix (51,53 %) liste François Fillon : 586 voix (48,47 %)
  - 1998 (1 seul tour) : liste Jacques Auxiette : 358 voix (33,93 %) liste Bruno Retailleau : 336 voix (31,85 %)...

- Départementales (2e tour) - canton de Mareuil sur Lay Dissais  :
  - 2015 : Marcel Gauducheau - Brigitte Hybert : 709 voix (77,49 %) José Feray - Michelle Mercier : 206 voix (22,51 %)
- Cantonales (2e tour) - canton de la Roche sur Yon Sud
  - 2008 : Michèle Peltan : 734 voix (52,20 %) Sylviane Bulteau : 672 voix (47,80 %) (sur le canton, Sylviane Bulteau est élue conseillère générale)
  - 2001 : Michèle Peltan : 829 voix (67,07 %) Jean Burneleau : 407 voix (32,93 %)
  - 1994 : Dominique Caillaud : 779 voix (69,00 %) Philippe Puaud : 350 voix (31,00 %)

### Intercommunalité
La commune fait partie :
- de La Roche-sur-Yon-Agglomération, communauté d'agglomération, qui a succédé, le 1er janvier 2010, à la communauté de communes du Pays-Yonnais.
  - Le délégué est Jean-Louis Batiot (vice-président).

- du syndicat mixte du pays Yon et Vie.
  - Le délégué est Jean-Louis Batiot (président).

- du syndicat intercommunal à vocation multiples (SIVOM) des Coteaux de l'Yon.

### Jumelages et échanges
| Saint-Florent Röthenbach im Allgäu Silkstone Crasna |

- La commune est jumelée avec :
  -  Röthenbach im Allgäu (Allemagne) depuis 1989 - en Bavière[8] ;
  -  Silkstone (Angleterre) depuis 1991[9] ;
  -  Crasna (Roumanie) depuis 2008 - près de Târgu Jiu, chef-lieu du județ (département) de Gorj.
- Les échanges sont organisés par le « Comité d'Échanges avec les Pays Étrangers ».

- Depuis 1988, la commune participe à des échanges avec :
  -  L'Avenir (Québec) (situé dans la municipalité régionale de comté de Drummond, près de Drummondville, ville jumelée avec la Roche-sur-Yon).
    - Les échanges sont organisés par l'« Association Culture Loisirs Expression ».

- Depuis 2001, la commune adhère à l'association des « Saint-Florent de France » regroupant sept communes comprenant Saint-Florent dans leur nom.
  - Saint-Florent-sur-Cher (Cher)
  - Saint-Florent (Loiret)
  - Saint-Florent (Haute-Corse)
  - Saint-Florent-le-Vieil (Maine-et-Loire)
  - Saint-Florent-sur-Auzonnet (Gard)
  - Saint Florent (Deux-Sèvres), ancienne commune, fusionnée avec Niort en 1969
    - Les échanges 2016 ont eu lieu les 4 et 5 juin à Saint-Florent-des-Bois.

## Population et société

### Démographie

#### Évolution démographique
L'évolution du nombre d'habitants est connue à travers les recensements de la population effectués dans la commune depuis 1800. À partir du 1er janvier 2009, les populations légales des communes sont publiées annuellement dans le cadre d'un recensement qui repose désormais sur une collecte d'information annuelle, concernant successivement tous les territoires communaux au cours d'une période de cinq ans. 
Pour les communes de moins de 10 000 habitants, une enquête de recensement portant sur toute la population est réalisée tous les cinq ans, les populations légales des années intermédiaires étant quant à elles estimées par interpolation ou extrapolation. Pour la commune, le premier recensement exhaustif entrant dans le cadre du nouveau dispositif a été réalisé en 2008,.
En 2015, la commune comptait 2 813 habitants, en évolution de +9,8 % par rapport à 2008 (Vendée : +5,7 %, France hors Mayotte : +2,49 %).
| 1800  | 1806  | 1821  | 1831  | 1836  | 1841  | 1846  | 1851  | 1856  |
| ----- | ----- | ----- | ----- | ----- | ----- | ----- | ----- | ----- |
| 1 073 | 1 009 | 1 103 | 1 135 | 1 336 | 1 474 | 1 596 | 1 653 | 1 720 |

| 1861  | 1866  | 1872  | 1876  | 1881  | 1886  | 1891  | 1896  | 1901  |
| ----- | ----- | ----- | ----- | ----- | ----- | ----- | ----- | ----- |
| 1 789 | 1 792 | 1 757 | 1 776 | 1 886 | 1 924 | 1 973 | 2 016 | 1 927 |

| 1906  | 1911  | 1921  | 1926  | 1931  | 1936  | 1946  | 1954  | 1962  |
| ----- | ----- | ----- | ----- | ----- | ----- | ----- | ----- | ----- |
| 1 924 | 1 800 | 1 664 | 1 650 | 1 579 | 1 560 | 1 502 | 1 571 | 1 533 |

| 1968  | 1975  | 1982  | 1990  | 1999  | 2008  | 2013  | - | - |
| ----- | ----- | ----- | ----- | ----- | ----- | ----- | - | - |
| 1 536 | 1 618 | 1 902 | 2 230 | 2 364 | 2 562 | 2 720 | - | - |

#### Pyramide des âges
La population de la commune est relativement jeune. Le taux de personnes d'un âge supérieur à 60 ans (21,6 %) est en effet inférieur au taux national (21,6 %) et au taux départemental (25,1 %).
À l'instar des répartitions nationale et départementale, la population féminine de la commune est supérieure à la population masculine. Le taux (52,4 %) est du même ordre de grandeur que le taux national (51,6 %).
La répartition de la population de la commune par tranches d'âge est, en 2007, la suivante :
- 47,6 % d'hommes (0 à 14 ans = 21,2 %, 15 à 29 ans = 16,9 %, 30 à 44 ans = 20,7 %, 45 à 59 ans = 22,3 %, plus de 60 ans = 18,9 %) ;
- 52,4 % de femmes (0 à 14 ans = 16,5 %, 15 à 29 ans = 18,2 %, 30 à 44 ans = 19,2 %, 45 à 59 ans = 22,1 %, plus de 60 ans = 24,1 %).

| Hommes | Classe d’âge | Femmes |
| ------ | ------------ | ------ |
| 0,2    | 90 ans ou +  | 1,3    |
| 6,0    | 75 à 89 ans  | 10,5   |
| 12,7   | 60 à 74 ans  | 12,3   |
| 22,3   | 45 à 59 ans  | 22,1   |
| 20,7   | 30 à 44 ans  | 19,2   |
| 16,9   | 15 à 29 ans  | 18,2   |
| 21,2   | 0 à 14 ans   | 16,5   |

| Hommes | Classe d’âge | Femmes |
| ------ | ------------ | ------ |
| 0,4    | 90 ans ou +  | 1,2    |
| 7,3    | 75 à 89 ans  | 10,6   |
| 14,9   | 60 à 74 ans  | 15,7   |
| 20,9   | 45 à 59 ans  | 20,2   |
| 20,4   | 30 à 44 ans  | 19,3   |
| 17,3   | 15 à 29 ans  | 15,5   |
| 18,9   | 0 à 14 ans   | 17,4   |

### Enseignement
- École élémentaire publique Françoise-Dolto
- École maternelle publique Françoise-Dolto
- Groupe scolaire privé Notre Dame
- Institut médico-éducatif « Le Pavillon »[14]
- Institut des Maisons Familiales Rurales[15]

### Manifestations
- Marchés et animations commerciales
  - Marché hebdomadaire chaque vendredi.
  - Marché « Nature » le 1er dimanche de chaque mois (sauf janvier).
  - Marché d'été le dernier samedi de juillet en nocturne.
  - Week-end environnement le samedi et le dimanche incluant le 1er dimanche d'avril.

- Culture et patrimoine
  - Fête de la musique le vendredi précédant le jour officiel de la Fête de la Musique.
  - Village en fête 3e dimanche de septembre à la Clopinière, organisé par l'association la Clé des Champs ; scène ouverte, marché artisanal, démonstrations écologiques, bric-à-brac et autres animations, buvette et restauration sur place
  - Journée nationale du Patrimoine de Pays qui met à l'honneur le petit patrimoine, le 3e dimanche de juin, visite de la Clopinière

## Culture locale et patrimoine

### Lieux et monuments
- Église Saint-Florent.

En limite de la commune :
- au sud-ouest, la vallée de l'Yon (avec l'île de la Blinière et le moulin et la chaussée du Furet) ;
- au nord-est, la vallée du Marillet (avec la retenue du barrage de Château-Guibert).

### Personnalités liées à la commune
- Pierre de La Chanonie (1898-1990), évêque de Clermont, né à Saint-Florent-des Bois.
- Adolphe-Auguste de Maynard de La Claye (1845-1915), député de la Vendée de 1881 à 1889, né et mort à Saint-Florent-des-Bois.
- Abel Betou : ses mémoires intitulés Péripéties d’un jeune paysan vendéen au service du Gotha et des stars (Éditions Pays et Terroirs, Cholet, mai 2007).
- Guillemette de Sairigné, journaliste et écrivaine, y possède une maison[16].
- Yves Lucchesi (1915-1947), pilote, Compagnon de la Libération. Inhumé à Saint-Florent-des-Bois.

### Héraldique
| Blason | Blasonnement : Parti, au premier, d'or aux trois fleurs de lys d'azur mal ordonnées, au franc-canton de gueules, au second, d'azur à la crosse abbatiale d'or accostée à dextre d'une clef d'argent et à senestre d'une fleur de lys aussi d'or. |